# Chennai Express
Chennai Express  é um filme de 2013, dos gêneros comédia, ação e aventura, dirigido por Rohit Shetty e estrelado por Shahrukh Khan e Deepika Padukone.

## Sinopse
Após a morte de seu avô, Rahul (Shahrukh Khan) decide cumprir seu último desejo, e viajar até as águas sagradas de Ramshwaram para jogar as cinzas. No caminho, ele conhece uma bela mulher, vinda de uma família exótica do sul do país. Os dois se apaixonam e seguem viagem juntos, até um acontecimento inesperado atingir o casal.

## Elenco
- Deepika Padukone - Meenalochni "Meena" Azhagusundaram
- Shahrukh Khan - Rahul Mithaiwala
- Nikitin Dheer - Tangaballi[6]
- Sathyaraj - Durgeshwara Azhagusundaram[7]
- Priyamani (participação especial")[8]
- Mukesh Tiwari - Inspetor Shamsher[9]
- Kamini Kaushal - Avó do Rahul
- Lekh Tandon - Avô do Rahul
- Rakesh Kukreti - Filho do Rahul[10]